# Cinecittà
Pour les articles homonymes, voir Cinecittà (homonymie).
Cinecittà (/ˌt͡ʃinet͡ʃitˈta/ ; « la ville du cinéma » en italien) est un complexe de studios cinématographiques italien fondé en 1937. Il est situé dans le quartier de Don Bosco à Rome en Italie. Avec une superficie de 400 000 mètres carrés, ce sont les plus grands studios de cinéma d’Europe.
De nombreux réalisateurs et acteurs italiens célèbres ont travaillé à Cinecittà, tels que Federico Fellini, Ettore Scola, Sergio Leone, Luchino Visconti, Anna Magnani, Alberto Sordi, Vittorio De Sica, Sophia Loren, Gina Lollobrigida, Claudia Cardinale, Pier Paolo Pasolini mais aussi des réalisateurs et acteurs étrangers, dont Martin Scorsese et Francis Ford Coppola.
Environ 3 000 films ont été tournés dans les studios, dont 90 ont reçu une nomination aux Oscars, remportés par 51 films.

## Genèse
L'idée de Cinecittà, « la ville du cinéma », est née dans les années 1930 dans l'esprit de Luigi Freddi, chef de la direction générale de la cinématographie italienne du gouvernement fasciste de l'époque. Il s'agissait de créer le plus grand complexe de création cinématographique européen capable de concurrencer les États-Unis et leur imposant et omniprésent Hollywood. Le but était aussi de créer un cinéma de propagande fasciste.

L'inauguration des studios en présence de Benito Mussolini.

La construction de ce complexe de studios cinématographiques qui s'étend sur 600 000 m2 coûte 4 millions de lires. La première pierre est posée le 26 janvier 1936 par Benito Mussolini et, seulement quinze mois après, il procède à son inauguration le 28 avril 1937. Rapidement surnommé « Hollywood sur Tibre » (Hollywood sul Tevere), situé au sud-est et à seulement neuf kilomètres du cœur de Rome sur la via Tuscolana (la route de Naples), ce centre industriel cinématographique regroupe, sur une superficie de 60 ha, 73 édifices dont seize théâtres scéniques avec des loges de tout confort, quatre hectares de voirie dont 75 km de rues, 3,5 ha de jardins, deux grandes piscines utilisées pour les prises de vue « maritimes », trois restaurants, divers hôtels pour dirigeants et employés ainsi que tous les secteurs techniques nécessaires à la réalisation et à la production de films (son, lumière, montage, décors). Dans sa conception, le complexe qui voit ainsi le jour est totalement auto-suffisant.
Il possède vingt-et-un plateaux de tournages.
L'impulsion ainsi donnée à la production cinématographique s'avère efficace : en seulement six ans, de 1937 à 1943, quelque 300 films sont produits.

## Développement
Entre-temps, la loi Alfieri du 18 janvier 1939 a procuré au cinéma italien de nouvelles ressources en concédant aux films nationaux une généreuse contribution financière qui explique le « boom » vertigineux de la production.
À l'origine, les studios de Cinecittà servent surtout à la promotion de films d'inspiration fasciste, à la plus grande gloire du gouvernement en place, mais à partir de 1942, l'inspiration se fait plus éclectique, aidée en cela par la chute de Mussolini le 25 juillet 1943.
Le mythe de Cinecittà est enrichi par les plus grands noms du cinéma italien, parmi eux Alessandro Blasetti, Mario Mattoli, Luchino Visconti et surtout Roberto Rossellini et Vittorio De Sica, apôtres du néoréalisme. Cependant, ce nouveau genre va refermer derrière lui les portes de Cinecittà, le cinéma se devant d'aller vers le réalisme social, du peuple et des classes défavorisées : le cinéma de la rue va se substituer au cinéma de studio.
Pendant la Seconde Guerre mondiale, de 1943 à 1944, Cinecittà devient un camp de concentration allemand. Le site est bombardé par les Alliés puis, de 1945 à 1947, il accueille un camp pour personnes déplacées,.

## Hollywood-sur-Tibre
En 1949, le réalisateur américain Mervyn LeRoy a l'idée de tourner une cinquième version cinématographique (la première parlante, qui sortira en 1951) de Quo vadis d'après le roman éponyme de l'écrivain polonais Henryk Sienkiewicz. Il décide de tourner sur les lieux de l'histoire, en Italie à Cinecittà. Il s'avère que les coûts de tournage et de production sont nettement moindres qu'à Hollywood, les figurants et techniciens y étant peu payés. Ce sont donc les États-Unis qui revitalisent les studios en « développant » les péplums et films à grand spectacle. Dans les années 1950, le nombre de productions internationales qui y sont réalisées a conduit Rome à être surnommée « Hollywood sur Tibre ». L'âge d'or de Cinecittà va commencer et cela durera jusqu'au milieu des années 1960 : durant cette quinzaine d'années, environ 150 péplums seront tournés sur les lieux (tels Hélène de Troie en 1956, Ben-Hur en 1958-1959 (neuf mois) ou Cléopâtre en 1962), tous gagnant une sorte de plus-value « italienne » lors des tournages.
Le néoréalisme italien a cependant rapidement décliné au début des années 1950. La vision de la pauvreté et du désespoir, présentée par le cinéma néoréaliste, était démoralisante. De plus, les premiers effets positifs du miracle économique italien — comme la hausse progressive des revenus et du niveau de vie — rendent ces thèmes moins pertinents. En conséquence, la plupart des Italiens lui préfèrent l'optimisme montré dans de nombreux films américains de l'époque. Les goûts du public changent et la veine des péplums s'épuise. Le style « James Bond » commence à faire florès et Cinecittà va être soumise quelque temps à ce genre, avant de trouver un épanouissement, plus propice à la fantaisie italienne, dans le western spaghetti commencé par le réalisateur italien Sergio Leone avec Pour une poignée de dollars en 1964. Pendant environ cinq ans, il va se tourner une importante quantité de films du genre.

## Le virage de la télévision

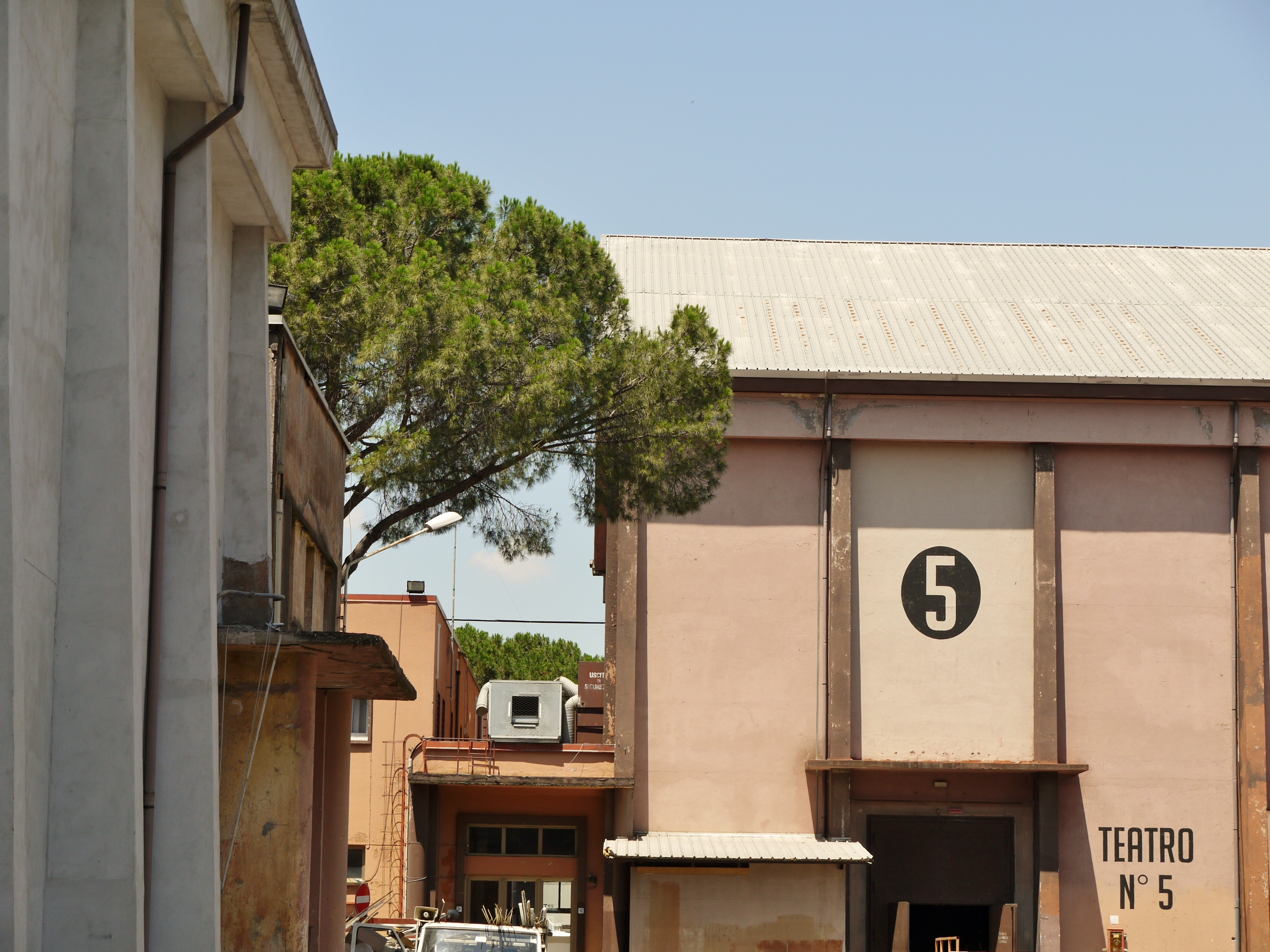
Studio no 5, très utilisé par Fellini.

Les années 1970 et l'avènement de la télévision ont d'une certaine manière sonné le glas du cinéma en salle. Cinecittà prend le virage de la production d'émissions télévisées et de séries ou téléfilms. Aujourd'hui, l'activité cinématographique y est toujours présente pour des films de qualité, les studios mettant à disposition des réalisateurs et techniciens des outils se prévalant des technologies les plus récentes.
Imperturbablement, en dehors des modes et suivant ses propres inspirations, le plus fidèle des metteurs en scène aura été Federico Fellini qui, pendant plus de vingt ans continue d'utiliser les services de Cinecittà pour la réalisation des films qui constituent son œuvre : Les Vitelloni (1953), La dolce vita (1960), Huit et demi (1963), Satyricon (1969), Les Clowns (1971), Fellini Roma (1972), Amarcord (1973), Le Casanova de Fellini (1976), Répétition d'orchestre (1979), La Cité des femmes (1980), Et vogue le navire… (1983) et Ginger et Fred (1986) ont tous vu le jour dans les studios romains. En 1987, il signe un film nostalgique sur Cinecittà, Intervista.

## Autres utilisations du site
Cinecittà accueille également l'Europe musicale, avec l'Eurovision en 1991, en lieu et place de Sanremo, à la suite d'une affaire de corruption[réf. nécessaire].
Elle a offert également les décors extérieurs de Gangs of New York (2002). C'est également dans ces décors qu'est tournée une grande partie de la saison 6 de la série française Kaamelott (2009), l'histoire étant basée sur la jeunesse du roi Arthur à Rome, ainsi qu'un épisode de la série britannique Doctor Who, lorsque l'intrigue se déroule à Pompéi (La Chute de Pompéi, 2008). Enfin les séries The Young Pope (2016) et sa suite The New Pope (2019) sont tournées sur le site, avec la reconstitution des décors du Vatican.
D'avril à novembre 2011, le site accueille une exposition temporaire, Cinecittà si mostra (« Cinecittà se montre »), désormais permanente.
Le PDG de Tod's, Diego Della Valle, est à l'origine de l'ouverture en 2014 d'un vaste parc à thème, le Cinecittà World.
Vingt ans après la prise de contrôle de Cinecittà par des investisseurs privés, l'État rachète le studio en 2017. En 2020, dans le cadre du plan de relance européen, 240 millions d’euros sont octroyés au site. Des travaux de construction et de restauration sont engagés d'ici 2026. Cinecittà noue également durant la décennie un partenariat avec la société Fremantle pour l'usage exclusif de certains plateaux. Après plusieurs années de creux, le studio connaît un « nouvel âge d'or », alors que les tournages de grandes productions s'y multiplient, comme la série Those About to Die (2023).

## Incendie
Dans la nuit du 9 au 10 août 2007, un incendie ravage près de 4 000 m2 des 400 000 m2 du complexe cinématographique. L'intervention massive des pompiers permet de sauver des décors historiques de films, comme ceux de Ben Hur. Un court-circuit serait à l'origine du sinistre qui aurait débuté sur les lieux de tournage de Rome, série télévisée américano-britannique. Selon certaines sources, l'alerte incendie aurait été donnée par des habitants du voisinage, et non par le service de surveillance du site.